# Telegraphs in Negative/Mouths Trapped in Static
Telegraphs in Negative/Mouths Trapped in Static ist ein Doppelalbum der kanadischen Post-Rock-Band Set Fire to Flames. Es ist bis heute das letzte Lebenszeichen der Band. Das Album wurde mehrere Monate lang im späten Jahr 2002 aufgenommen und dann von Alien8 Recordings und FatCat Records 2003 veröffentlicht.

## Übersicht
Das Album selber wurde in einer alten Hütte im ländlichen Ontario in Kanada aufgenommen. Die Atmosphäre beim Aufnehmen war entschieden unsachlich – die Klänge der Bandmitglieder, wie sie herumlaufen und reden, können während der leisen Momente im Album deutlich herausgehört werden. Wie ihr erstes Album, Sings Reign Rebuilder, wurde auch dieses Album „in Zuständen von wenig Schlaf oder keinem Schlaf, in variierenden Stadien der Berauschtheit und in physischer Beschränkung“ aufgenommen.
Mike Moya über das Album: „Wir nahmen Zelte mit, schliefen vor der Scheune, manchmal nahmen wir um vier Uhr morgens schon was auf, manchmal haben wir vor abends gar nichts gemacht, wanderten durch die Landschaft.“
Das Album verwendete viele verschiedene Instrumente, darunter Gitarren, Bassgitarren, Streicher, Hörner, Glockenspiele, Marimbas, Bassklarinetten, Sägen, Cymbalone, Drehleiern, Musikboxen, modifizierten elektronischen Geräten und Mikrofonen. Dieses Album – unterschiedlich zum Vorgänger – dreht sich mehr um Sound als um Komposition, es beinhaltet musikalische Leere und Drones.

## Tracklist
Disc eins – Telegraphs in Negative
1. Déjà, Comme des Trous de Vent, Comme Reproduit – 6:43
2. Small Steps Against Inertia/Echo of a Dead End – 3:01
3. Measure de Mésure – 4:45
4. Holy Throat Hiss Tracts to the Sedative Hypnotic – 3:38
5. When Sorrow Shoots Her Darts – 3:11
6. Kill Fatigue Frequencies – 1:28
7. In Prelight Isolate – 15:11
8. Tehran in Seizure/Telegraphs in Negative – 5:56

Disc zwei – Mouths Trapped in Static
1. Your Guts Are Like Mine – 2:15
2. Fukt Perkusiv/Something About Bad Drugs, Schizophrenics and Grain Silos... – 8:11
3. Sleep Maps – 11:52
4. Something About Eva Mattes in the Halo of Exploding Street Lamps... – 1:47
5. Buzz of Barn Flies Like Faulty Electronics – 3:39
6. And the Birds Are About to Bust Their Guts with Singing – 4:52
7. Rites of Spring Reverb – 3:33
8. Mouths Trapped in Static – 2:27
9. This Thing Between Us Is a Rickety Bridge of Impossible Crossing/Bonfires for Nobody… – 5:33